# Johan Danielsson (journalist)
Johan Gustaf Danielsson, född 22 december 1863 i Björnlunda socken, död 23 augusti 1934 i Stockholm, var en svensk journalist och författare.
Johan Danielsson var son till arbetskarlen Carl Gustaf Danielsson. Under 1880-talet var han medarbetare i olika landsortstidningar bland annat Närkes-posten, Eskilstunaposten och Östgöten. Under 1890-talet var Danielsson verksam som författare i Stockholm. Åren 1900–1902 vistades han i Tyskland, Italien och Schweiz. Efter återkomsten till Sverige blev han redaktör och ansvarig utgivare för Oskarshamnsbladet. År 1906 reste Danielsson åter utomlands, där han vistades under svåra ekonomiska förhållanden. Efter att ha återkommit till Sverige arbetade han 1910–1933 som journalist på Social-Demokraten. Åren 1910–1916 var han först utrikesredaktör och senare teater-, litteratur- och konstrecensent. Danielsson arbetade även för Socialdemokraterna bland annat med att författa politiska broschyrer. Han är begravd på Norra begravningsplatsen utanför Stockholm.